# Українська Народна Рада Пряшівщини
Українська Народна Рада Пряшівщини (УНРП) — національно-суспільна організація русинів-українців Східної Словаччини, що існувала впродовж 1945—1951 років.
Заснована 1 березня 1945 на Першому з'їзді делегатів українських сіл і округ у Пряшеві, учасниками якого стали 210 делегатів (серед них нараховувалося 111 робітників і селян, 54 гімназистів та студентів, 27 вчителів, 11 службовців, 3 священники, 2 торговці і 2 лісники). До складу Ради увійшло 28 членів по 2 особи від кожного округу, представленого на з'їзді, й 7 членів Президії.
Спершу УНРП орієнтувалася на вирішення долі русинів-українців Пряшівщини в рамках всього Закарпаття шляхом долучення до УРСР, пізніше погодилася з приналежністю краю до Чехо-Словаччини, в рамках якої намагалася боронити інтереси української меншини. Намагання УНРП визначити законом її статут як національно-політичного представницького органу та здобути національно-культурну автономію не були вдалими.
Проте УНРП була визнана де-факто центральним урядом у Празі та Словацькою Національною Радою (СНР) і 1945—1948 мала по 5 нею призначених послів у тимчасовому празькому парламенті і СНР. Організація сприяла післявоєнній господарській відбудові Пряшівського краю, понищеного війною, та підтримувала розвиток національної освіти та культури.
Органом УНРП був тижневик «Пряшівщина» (1945 — 51), що містив матеріали українською і російською мовами та річні календарі. УНРП відбула 3 з'їзди; її працею керувала президія, у складі якої були секції, а по округах діяли окружні комітети, вона також координувала масову освітню працю на місцях. Першим головою УНРП був Василь Караман, заступником — Петро Ілліч Жидовський, генеральним секретар Іван Рогаль-Ільків; інші діячі: В. Капішовський, П. Бабей, Д. Ройкович, С. Бунганич.
Зусиллями Української народної ради був створений Український народний театр (Пряшів), сьогодні — Театр Олександра Духновича.
Комуністичний переворот у Чехословаччині 1948 року призвів до зменшення ролі УНРП, і вона була змушена ліквідуватися (формально рішенням президії 11 грудня 1952, фактично припинила свою діяльність вже 1951). Замість неї було створено Культурну Спілку Українських Трудящих у Чехо-Словаччині.

## Учасники
- Петро Жидовський
- Віктор Завацький